# Доња Аустрија
Доња Аустрија ( , стари назив: Erzherzogtum Österreich unter der Enns — „крунско Аустријско војводство ниже од (реке) Енс”) је једна од 9 савезних покрајина Републике Аустрије, у њеном североисточном делу. Главни град Доње Аустрије је Санкт Пелтен.

## Положај
Доња Аустрија заузима североисточни део Аустрије. Покрајина се граничи:
- на северу — Чешка,
- на истоку — Словачка,
- на југоистоку — покрајина Бургенланд,
- на југу — покрајина Штајерска,
- на западу — покрајина Горња Аустрија.

Покрајина Доња Аустрија окружује Беч, који је данас због свог значаја и бројности засебна покрајина, који јој историјски припада и њено је средиште. Управно седиште град је био до 1986. године, када је то препустио Санкт Пелтену.

## Природне одлике
Са површином од 19.177,78 km² Доња Аустрија је по величини највећа покрајина у држави.
Рељеф: Доња Аустрија је махом равничарско до бреговито подручје. Средишњи и источни део је у склопу простране Бечке котлине, која је местимично испресецана побрежјима и брдима. Надморска висина је око 200—250 метара. Планинска подручја се јављају на југу (Кречњачки Алпи) и западу (горје Манхартсберг). На Алпима се налази и врхови са преко 2000 метара надморске висине, док је Манхартсберг знатно нижи. На западу покрајине се налази теснац Дунава, тзв. долина Вахау, која је због својих лепота убројана на списак културне баштине УНЕСКО-а. У источном подножју Алпа има доста термалних извора, па је дати део покрајине богат бањама.
Клима: Доња Аустрија има благу умерено континенталну климу, која само у највишим деловима прелази у планинску.
Воде: Средишњим делом Доње Аустрије протиче Дунав, који се данас сматра саставним делом покрајинског идентитета. Дунав је посебно сликовит на западу, где се налази долина Вахау у теснацу реке, која је због својих лепота убројана на списак културне баштине УНЕСКО-а. Дунав у покрајини има неколико притока; са севера теку реке Камп и Морава (граница ка Словачкој), а са југа реке Енс, Ибс, Трејзен и Лајта.

## Историја
Иако је појам Доње Аустрије постојао још од средњег века, данашња покрајина настала је деобом Аустријског војводства по образовању Републике Аустрије после Првог светског рата. Датом деобом је настала и покрајина Горња Аустрија. 1921. године град Беч, због свог значаја и величине, је издвојен у засебну покрајину, али је и даље обављао имао улогу седишта покрајине. 1986. године на референдуму Санкт Пелтен је изабран за ново седиште покрајине, а пребацивање покрајинских установа вршено још десетак година.

## Становништво
По последњим подацима из 2011. године Доња Аустрија има преко 1,6 милиона становника, па је после Беча друга аустријска покрајина по броју становника. Последњих деценија број становника се брже повећава од државног просека услед ширења урбаног подручја Беча на околне делове покрајине.
Густина насељености је око 84 ст./км², што нешто ниже од државног просека. Делови уз град Беч су много боље насељени (150—250 ст./км²), док су погранични простори на северу и истоку и планински на југозападу и северозападу много мање густине насељености (<50 ст./км²).
Етнички састав: Доња Аустрија је традиционално насељена аустријским Немцима. Историјских мањина нема, али се последњих деценија значајан број досељеника (посебно Југословена и Турака) населио у већим градовима и насељима око Беча.

## Привреда
Доња Аустрија је високо развијена покрајина, посебно околина града Беча. Ту је смештена и најгушћа мрежа саобраћајница, као и бечки међународни аеродром „Швехат”.
Традиционално се разликују четири целине (тзв. четврти) према традиционалним привредним делатностима:
1. североисток — Винска четврт — виноградарство;
2. југоисток — Индустријска четврт — индустрија;
3. југозапад — Воћарска четврт — воћарство;
4. северозапад — Шумска четврт — шумарство.

Пољопривреда: Иако је последњих деценија са бржом индустријализацијом дошло до смањења значаја пољопривреде она је и даље развијена, посебно виноградарство и воћарство.
Индустрија: Преовлађује високо развијена индустрија везана за подручја Беча, Санкт Пелтена и Винер Нојштата.
Туризам: Постоји неколико развијених туристичких грана у Доњој Аустрији. Најпознатији је туризам везан за културу вина (Вахау). Бањски туризам је развијен у појасу бања јужно од Беча (Баден, Бад Фезлау). Око Беча постоји низ излетишта, од којих је најпознатија Бечка шума. Развијен је и верски туризам — римокатолички манастир Мелк.

## Управна подела
Покрајина се дели на 25 подручних јединица — округа (Bezirk) — 4 градска округа (тзв. статутарни градови) и 21 „уобичајен” округ. Даље се окрузи деле на општине — укупно 573.
| Бр. | Статутарни град /градски округ | Матични назив         | Површина (у km²) | Број ст. (2010.) | скр. |
| --- | ------------------------------ | --------------------- | ---------------- | ---------------- | ---- |
| 1.  | Вајдхофен ан дер Ибс           | Waidhofen an der Ybbs | 131,52           | 11.527           | WY   |
| 2.  | Винер Нојштат                  | Wiener Neustadt       | 60,96            | 40.708           | WN   |
| 3.  | Кремс                          | Krems                 | 51,61            | 23.813           | KS   |
| 4.  | Санкт Пелтен                   | St. Pölten            | 108,48           | 51.688           | P    |

| Бр. | Округ                         | Матични назив                 | Град — седиште        | Површина (у km²) | Број ст. (2010.) | скр.   |
| --- | ----------------------------- | ----------------------------- | --------------------- | ---------------- | ---------------- | ------ |
| 1.  | Амштетен (округ)              | Bezirk Amstetten              | Амштетен              | 1.187,97         | 112.227          | AM     |
| 2.  | Баден (округ)                 | Bezirk Baden                  | Баден                 | 753,37           | 136.950          | BN     |
| 3.  | Беч-Умгебунг (округ)          | Bezirk Wien-Umgebung          | Клостернојбург        | 484,48           | 113.207          | WU, SW |
| 4.  | Брук ан дер Лајта (округ)     | Bezirk Bruck an der Leitha    | Брук ан дер Лајта     | 494,95           | 42.580           | BL     |
| 5.  | Вајдхофен ан дер Таја (округ) | Bezirk Waidhofen an der Thaya | Вајдхофен ан дер Таја | 669,14           | 27.098           | WT     |
| 6.  | Винер Нојштат-Ланд (округ)    | Bezirk Wiener Neustadt-Land   | Винер Нојштат         | 969,72           | 74.798           | WB     |
| 7.  | Генсерндорф (округ)           | Bezirk Gänserndorf            | Генсерндорф           | 1.271,31         | 94.924           | GF     |
| 8.  | Гминд (округ)                 | Bezirk Gmünd                  | Гминд                 | 786,24           | 38.219           | GD     |
| 9.  | Корнојбург (округ)            | Bezirk Korneuburg             | Корнојбург            | 626,50           | 74.450           | KO     |
| 10. | Кремс-Ланд (округ)            | Bezirk Krems-Land             | Кремс                 | 923,95           | 55.604           | KR     |
| 11. | Лилијенфелд (округ)           | Bezirk Lilienfeld             | Лилијенфелд           | 931,55           | 26.730           | LF     |
| 12. | Мелк (округ)                  | Bezirk Melk                   | Мелк                  | 1.013,62         | 76.498           | ME     |
| 13. | Мистелбах (округ)             | Bezirk Mistelbach             | Мистелбах на Цаји     | 1.291,30         | 74.153           | MI     |
| 14. | Медлинг (округ)               | Bezirk Mödling                | Медлинг               | 277,02           | 113.329          | MD     |
| 15. | Нојнкирхен (округ)            | Bezirk Neunkirchen            | Нојнкирхен            | 1.146,35         | 85.870           | NK     |
| 16. | Санкт Пелтен-Ланд (округ)     | Bezirk St. Pölten-Land        | Санкт Пелтен          | 1.121,61         | 96.49            | PL     |
| 17. | Тулн (округ)                  | Bezirk Tulln                  | Тулн на Дунаву        | 658,03           | 69.894           | TU     |
| 18. | Холабрун (округ)              | Bezirk Hollabrunn             | Холабрун              | 1.010,72         | 50.420           | HL     |
| 19. | Хорн (округ)                  | Bezirk Horn                   | Хорн                  | 783,99           | 31.529           | HO     |
| 20. | Цветл (округ)                 | Bezirk Zwettl                 | Цветл                 | 1.399,76         | 44.036           | ZT     |
| 21. | Шајбс (округ)                 | Bezirk Scheibbs               | Шајбс                 | 1.023,49         | 41.227           | SB     |

## Збирка слика важнијих градова покрајине
- Кремс
- Холабрун
- Винер Нојштат
- Вајдхофен ан дер Ибс